# 小浦村
小浦村（こうらむら）は、熊本県八代郡にあった村。

## 歴史
- 1889年（明治22年）4月1日 - 町村制の施行により、近世以来の小浦村が単独で自治体を形成。
- 1923年（大正12年）11月1日 - 北種山村・南種山村と合併して種山村が発足。同日小浦村廃止。